# サイリスタ位相制御
サイリスタ位相制御（サイリスタいそうせいぎょ）は、交流電流の周期毎におけるON時間の割合をサイリスタを用い変化させることで出力電圧を連続的に制御する方式のひとつである。
照明の調光器、熱源の温度調整、電動機の制御など出力の制御に広く用いられ、サイリスタを整流回路の構成要素として用いることで、直流出力電力を制御する方法としても用いられる。

## 方式の概要
- 交流で必要であれば、電源電圧を扱いやすい電圧まで変圧器で下げる。
- 回路の途中にサイリスタを挿入し、サイリスタをオンさせる位相（タイミング）を変化させることで、擬似的に電圧を制御する。
- サイリスタはアノードからカソードに逆方向の電流が流れた時点で自動的に非導通状態になるため、オフにするための特別な回路は必要ない。

## 特徴
- それまでの変圧器に設けたタップを切り替える方式とは異なり、接点が無いため機械的な磨耗がない。その点で点検や整備（メンテナンス）作業が容易である。
- 電圧を直接制御できるため、抵抗制御のように電流を熱として捨てる無駄がない。
- 回路電流が正弦波でなく、ある点で急激に電流が流れることとなるため、高調波が発生し1次側（電源側）に接続される他の負荷に悪影響が出やすい。そのため、特に大電力回路では、リアクトル等からなるフィルター回路が必要である。

## 鉄道車両への応用
本制御方式は、直流電動機を用いた交流専用電気鉄道車両の制御として用いられた。
かつては多くの産業機器や交流専用鉄道車両の主電動機の制御方法として採用されていたが、1990年代以降は半導体技術の進歩により実現可能となったVVVFインバータ制御を採用することが多くなっている。
なお、一部交流車専用電車および交直両用電車では、サイリスタ位相制御をコンバーターとして利用し、VVVFインバータ制御で再度交流電流に戻して交流電動機を駆動する車両も存在する（例として、JR九州813系電車の一部、JR西日本681系電車など）。